# Quella che non devi amare
Quella che non devi amare (Guest Wife) è un film del 1945 diretto da Sam Wood.
È una commedia romantica statunitense con Claudette Colbert e Don Ameche. Ottenne una nomination per gli Oscar alla migliore colonna sonora (a Daniele Amfitheatrof) del 1946.

## Trama
Joe Parker, un giornalista single, ha bisogno di vacanza con una moglie per ingannare il suo capo. Il suo amico d'infanzia Chris Price gli "presta" sua moglie Mary. Mary e Joe condividono così una camera da letto e situazioni surreali a causa del camuffamento.

## Produzione
Il film, diretto da Sam Wood su una sceneggiatura di Bruce Manning e John D. Klorer, fu prodotto da Jack H. Skirball e Bruce Manning (quest'ultimo non accreditato) per la Greentree Productions dal 27 novembre 1944. Il titolo di lavorazione fu What Every Woman Wants.

## Distribuzione
Il film fu distribuito con il titolo Guest Wife negli Stati Uniti dal 27 luglio 1945 al cinema dalla United Artists.
Altre distribuzioni:
- in Svezia il 14 novembre 1945 (Får jag låna din fru?)
- in Portogallo il 20 maggio 1946 (Elas na Intimidade)
- in Danimarca il 7 ottobre 1946 (Min kone på gæstespil)
- in Francia il 3 marzo 1948 (Désir de femme)
- in Austria nel maggio del 1949 (Seine Frau ist meine Frau)
- in Germania Ovest il 19 aprile 1950 (Seine Frau ist meine Frau)
- negli Stati Uniti il 2 settembre 1952 (redistribuzione)
- in Grecia (Daneise mou ti gynaika sou)
- in Brasile (Esposa de Dois Maridos)
- in Spagna (Lo que desea toda mujer)
- in Italia (Quella che non devi amare)

## Critica
Secondo il Morandini il film soffre per il "copione di cartavelina" e neanche il cast di attore riesce a porre rimedio. Secondo Leonard Maltin il film è una "allegra commedia" in cui le star funzionano.